# Anders Wolf Andresen
Anders Wolf Andresen (født 20. september 1984 i Haderslev) er en dansk politiker fra Socialistisk Folkeparti, der fra 1. januar 2022 er borgmester i Hvidovre Kommune, hvor han afløser socialdemokraten Helle Moesgaard Adelborg. Andresen blev valgt ved det konstituerende byrådsmøde 1. december 2021.
Andresen sad i byrådet i Hvidovre Kommune fra 2010 til 2013, og igen fra 2018. Han blev overraskende valgt til borgmester fra 2022 med støtte fra SF, Enhedslisten, Konservative, Hvidovrelisten og Venstre. Det var første gang i 96 år at det ikke var en socialdemokrat som blev borgmester i Hvidovre Kommune.
Andresen er udddannet i statskundskab (cand.scient.pol.) fra Københavns Universitet i 2012. Han arbejdede i Kalundborg Kommune 2013-2020 og var kontorleder hos BUPL Nordsjælland fra 2020.
Han er gift og har et barn.